# Palmas Futsal
Palmas Esportes, também conhecido como Palmas Futsal é uma equipe de futsal da cidade de Palmas (Paraná), do estado do Paraná, fundada em 2014.
Suas cores são o Branco,Verde e Vermelho. Atualmente disputa a Série Prata do campeonato paranaense. A equipe manda seus jogos no Ginásio Monsenhor Engelberto com capacidade para 2.000 torcedores.
Atualmente disputa o Campeonato Paranaense de Futsal Chave Ouro

## Historia
Fundada no dia 5 de Fevereiro de 2014 , na cidade de Palmas (Paraná) , na região Centro Sul do estado a equipe adotou o nome da cidade e fez sua estreia no Campeonato Paranaense de Futsal de 2014 - Terceira Divisão , aonde terminou em 10º colocado.
No ano seguinte a equipe montou um grande elenco e com o apoio da sua torcida , chegou ate a Semi-Final da Chave Bronze de 2015 , finalizando a competição em 4º Lugar , sendo assim conseguindo o acesso para a Chave Prata de 2016.
Em seu terceiro ano como  profissional , a equipe disputou sua primeira competição nacional a Copa do Brasil de Futsal.

### Titulos
- Campeão Jogos Abertos do Parana da Fase Regional Dois Vizinhos : 2019

### Campanha de Destaque
- 4º Lugar  Campeonato Paranaense de Futsal Chave Bronze : 2015
- 3º Lugar  Campeonato Paranaense de Futsal Chave Prata de 2017
- 9º Lugar  Campeonato Paranaense de Futsal Chave Ouro de 2018